# Contarinia fimbristylidis
Contarinia fimbristylidis är en tvåvingeart som beskrevs av Harris 1979. Contarinia fimbristylidis ingår i släktet Contarinia och familjen gallmyggor. Inga underarter finns listade i Catalogue of Life.